# Erythranthe sessilifolia
Erythranthe sessilifolia är en gyckelblomsväxtart som först beskrevs av Carl Maximowicz, och fick sitt nu gällande namn av Guy L. Nesom. Erythranthe sessilifolia ingår i släktet Erythranthe och familjen gyckelblomsväxter. Inga underarter finns listade i Catalogue of Life.